# Гублия, Беслан Владимирович
Бесла́н Влади́мирович Гу́блия (29 ноября 1976, Черкесск) — российский футболист, полузащитник.
В октябре 2001 года, будучи игроком ставропольского «Динамо», уехал участвовать в грузино-абхазском конфликте.
Игрок сборной Абхазии. В 2012 году провел три встречи в её составе, в одной из которых отличился забитым мячом. Победитель чемпионата мира ConIFA 2016.
В 2014—2015 годах — тренер сборной Абхазии, в 2015 — начальник команды «Рица» Гудаута, с 2016 — президент клуба.
В 2015 году вместо Джумы Кварацхелия из-за проблем с получением виз был назначен главным тренером сборной Абхазии, собиравшейся выступать в чемпионате Европы ConIFA, однако сборная была вынуждена отказаться от участия.

## Достижения
- Обладатель Кубка России: 2004
- Победитель Первого дивизиона: 2004.
- Победитель чемпионата мира ConIFA: 2016